# Cladocolea microphylla
Cladocolea microphylla là một loài thực vật có hoa trong họ Loranthaceae. Loài này được (Kunth) Kuijt mô tả khoa học đầu tiên năm 1975.